# Hausdorffdimension
Hausdorffdimension är en matematisk definition på dimension. Vissa fraktala mängder kommer med denna definition inte att ha en dimension som är ett heltal, utan alla reella tal större än eller lika med 0 är tänkbara värden på dimensionen hos en mängd.

## Definition

### Hausdorffmått
Låt {\displaystyle F} vara en mängd i {\displaystyle \mathbb {R} ^{n}}. För att beräkna längden av F kan vi täcka över den med små mängder med diameter mindre än {\displaystyle \delta }. Summerar vi diametrarna för den minsta möjliga övertäckningen då {\displaystyle \delta \to 0} får vi ett mått på längden hos {\displaystyle F}:
{\displaystyle L(F)=\lim _{\delta \to 0}{\inf {\sum _{i}\delta _{i}}}}
På liknande sätt kan vi definiera arean av {\displaystyle F}:
{\displaystyle L(F)=\lim _{\delta \to 0}{\inf {\sum _{i}{\gamma \delta _{i}}^{2}}},}
där {\displaystyle \gamma ={\frac {\pi }{4}}}.
Generaliserar vi ytterligare får vi det d-dimensionella Hausdorffmåttet för {\displaystyle F}:
{\displaystyle {\mathcal {H}}^{d}(F)=\lim _{\delta \to 0}{\inf {\sum _{i}{\gamma \delta _{i}}^{d}}}.}
{\displaystyle \gamma } beror på {\displaystyle d}, men är endast en konstant som vi skall se inte spelar någon roll för själva Hausdorffdimensionen.

### Hausdorffdimension
Man kan visa att för alla mängder {\displaystyle F\in \mathbb {R} ^{n}} finns ett tal D sådant att:
{\displaystyle {\mathcal {H}}^{d}(F)=\lim _{\delta \to 0}{\inf {\sum _{i}{\gamma \delta _{i}}^{d}}}={\begin{cases}\infty ,&d<D\\0,&d>D\end{cases}}.}
Detta {\displaystyle D} kallas för Hausdorffdimensionen för mängden {\displaystyle F}.
Ovanstående resultat stämmer väl överens med mångas intuitiva känsla för dimension. En yta har ju enligt ovan oändlig längd men ingen volym. Den "kritiska punkt" där måttet växlar från oändligt till 0 är för alla ytor 2.

## Övriga egenskaper
Följande gäller för Hausdorffdimensionen av en mängd {\displaystyle F}:
{\displaystyle {\mathcal {H}}^{d}(\lambda F)=\lambda ^{d}{\mathcal {H}}^{d}(F)}
{\displaystyle \lambda F} är mängden {\displaystyle F} skalad med en faktor {\displaystyle \lambda }.
Denna egenskap använder man sig av när man vill bestämma dimensionen hos självliknande fraktaler.

## Räkneexempel
För att bestämma Hausdorffdimensionen hos Sierpinskitriangeln börjar man med att observera att den består av tre delar, där varje del är likadan som hela triangeln, fast hälften så stor. Kalla hela triangeln för {\displaystyle F}, och delarna för {\displaystyle F_{1}}, {\displaystyle F_{2}} och {\displaystyle F_{3}}.
{\displaystyle {\mathcal {H}}^{d}(F)={\mathcal {H}}^{d}(F_{1})+{\mathcal {H}}^{d}(F_{2})+{\mathcal {H}}^{d}(F_{3})=3\left({\frac {1}{2}}\right)^{d}{\mathcal {H}}^{d}(F).}
Vi kan anta att {\displaystyle 0<{\mathcal {H}}^{d}(F)<\infty }, varvid vi dividerar och får:
{\displaystyle 1=3\left({\frac {1}{2}}\right)^{d}},
ur vilket vi kan lösa ut {\displaystyle d={\frac {\log 3}{\log 2}}\approx 1,58}.
Detta {\displaystyle d} är alltså Hausdorffdimensionen för Sierpinskitriangeln. Notera att det ofta är mycket svårare att beräkna Hausdorffdimensionen för mängder, vilket har gett utrymme för andra definitioner av dimension, till exempel lådräkningsdimension.